# Моленная беспоповцев (Сувалки)
Моленная беспоповцев — моленная старообрядцев-беспоповцев, находящаяся в Польше в городе Сувалки Подляского воеводства. Входит в состав Восточной старообрядческой церкви. Находится на улице Сененьской, 7А. Храм внесён в реестр охраняемых памятников Подляского воеводства. Считается самым большим старообрядческим храмом в Польше.
Храм построен в 1912 году. Ориентированный на восток деревянный храм изготовлен способом срубной конструкции. Перед входом находится крыльцо. Над входом находится двухэтажная башня с шатром, увенчанным луковичным куполом.
11 мая 1980 года храм был внесён был внесён в реестр охраняемых памятников Подляского воеводства (№ 71).